# Matt Holliday
Matthew Thomas Holliday (15 de enero de 1980) es un jardinero y bateador designado estadounidense de béisbol profesional que es agente libre de las Grandes Ligas. Anteriormente jugó con los Colorado Rockies, Oakland Athletics, St. Louis Cardinals y New York Yankees. Campeón de la Serie Mundial en 2011 con los Cardenales, a través de sus contribuciones a la ofensiva, ha jugado un papel clave en siete postemporadas, incluyendo la primera aparición de los Rockies en una Serie Mundial en 2007 y el éxito de los Cardenales en los playoffs de los 2010s. Sus distinciones incluyen un campeonato de bateo de la Liga Nacional, el Premio al Jugador Más Valioso de la Serie de Campeonato (NLCS MVP), siete selecciones al Juego de Estrellas y cuatro Bates de Plata. Otros logros de su carrera incluyen más 300 jonrones, más de 2,000 hits y más de 100 bases robadas, mientras registra un promedio de bateo alrededor de .300.

## Carrera profesional

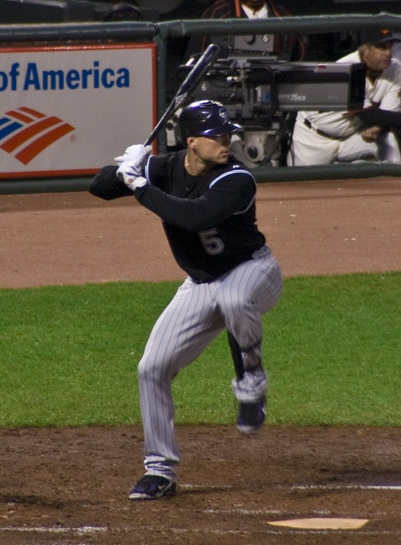
Holliday bateando para los Rockies en 2007.

Los Rockies de Colorado seleccionaron a Holliday en la séptima ronda del draft de 1998 proveniente de la escuela secundaria en Oklahoma. Debutó en la MLB en 2004, convirtiéndose en el jardinero izquierdo titular de los Rockies. En 2006, se convirtió en el decimonoveno jugador en llegar a 195 hits, 30 jonrones, 45 dobles, 115 carreras anotadas y 110 carreras impulsadas en una temporada. La siguiente temporada, ganó el título de bateo de la Liga Nacional, el Jugador de la Liga Nacional del mes y el Premio al Jugador Más Valioso de la Serie de Campeonato, ya que los Rockies ganaron 21 de 22 partidos al final de la temporada regular y en playoffs para llegar a su primera Serie Mundial.
En la primera de cuatro apariciones consecutivas de Serie de Campeonato a partir de 2011, bateó .435 con un porcentaje de slugging de .652 en el 2011 para llevar a los Cardenales de San Luis a ganar la Serie Mundial. En 2014, se convirtió en el quinto jugador en la historia de la MLB en acumular nueve temporadas consecutivas de al menos 20 jonrones, 30 dobles, 75 carreras impulsadas y 80 carreras anotadas cada temporada.
Además de su presencia como líder en el campo, Holliday es activo en el trabajo de caridad y apoyo a sus compañeros fuera del campo. Es un visitante frecuente de los hospitales infantiles, y de 2012 a 2016, Holliday copatrocinó una campaña de prenda para los hospitales de Greater St. Louis llamada "Homers for Health", que recaudó más de $3.7 millones. Debido a sus habilidades a la ofensiva, a veces se ha apodado como el "Stinger de Stillwater".